# روبوت كروي

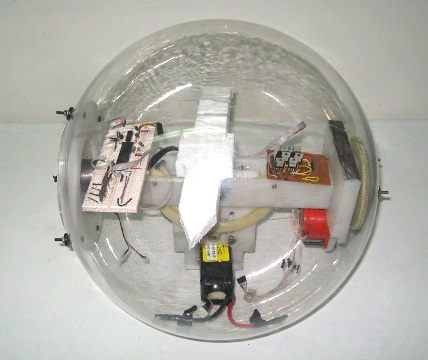

الروبوت الكروي هو أحد أنواع الروبوتات الصناعية حيث تصنع فيه الذراع شكل كرة في الفراغ. ويتكون هذا الروبوت من مفصلين دورانيين ومفصل ثالث يتحرك حركة خطية. ويكون لهذه الذراع قدرة أكبر على التعامل والحركة بسبب وجود مفصليين دورانيين ضمنه . وتكون عملية التحكم بهذا الروبوت أصعب من الإسطواني والديكارتي.